# 張曾垿
張曾垿（?—?），字鉴堂，安徽桐城县人，清朝政治人物、進士出身。
乾隆四十六年（1781年）登進士，乾隆四十九年（1784年）任華陰縣知縣，升貴州黔南州知州。